# Corinne Hérigault
Corinne Hérigault (née le 6 octobre 1970 à Créteil) est une athlète française, spécialiste du saut en longueur. 

## Biographie
En 1993, elle remporte le titre des Jeux méditerranéens, à Narbonne, avec la marque de 6,54 m.
Elle remporte quatre titres de championne de France du saut en longueur, un en plein air en 1993, et trois en salle en 1992, 1994 et 1997.

### Palmarès
- Championnats de France d'athlétisme :
  - vainqueur du saut en longueur en 1993.
- Championnats de France d'athlétisme en salle :
  - 3 fois vainqueur du saut en longueur en 1992, 1994 et 1997.

### Records
| Épreuve          | Performance | Lieu | Date |
| ---------------- | ----------- | ---- | ---- |
| Saut en longueur | 6,63 m      |      | 1996 |